# University College (Oxford)

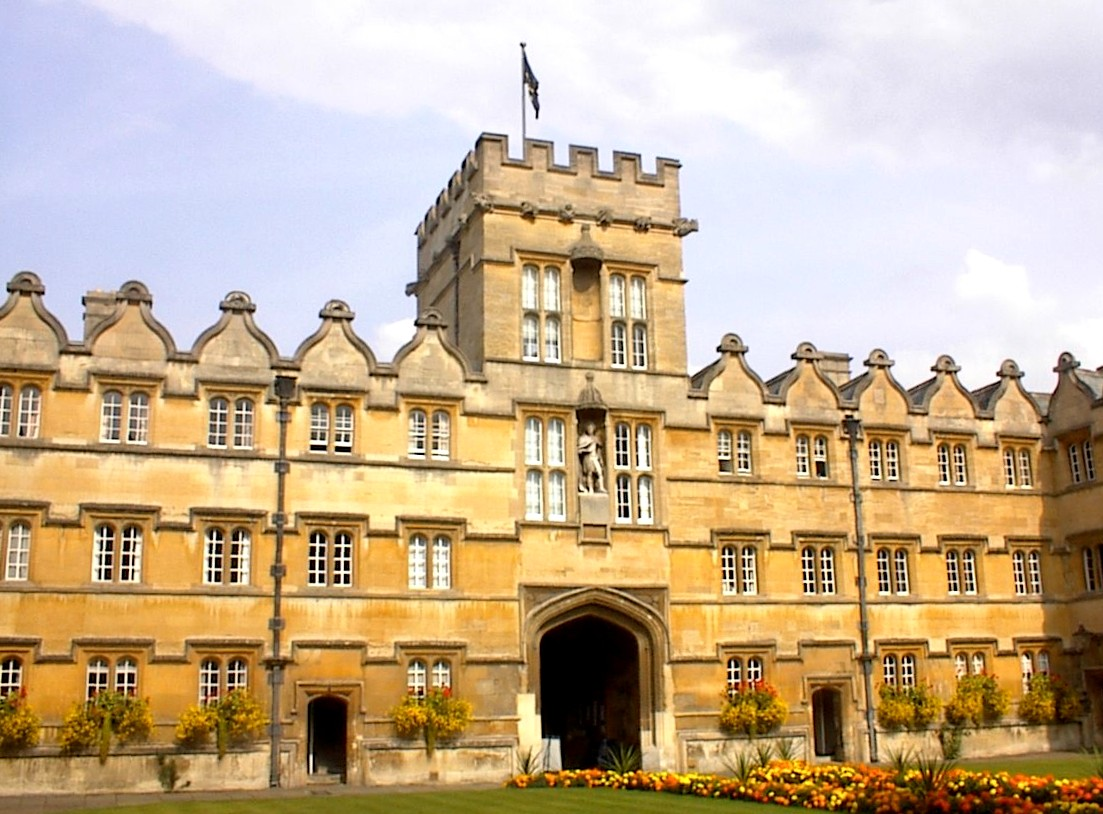
Patio principal del University College

El University College (cuyo nombre completo es The Master and Fellows of the College of the Great Hall of the University commonly called University College in the University of Oxford, y comúnmente llamado Univ) es uno de los colleges que constituyen la Universidad de Oxford en Inglaterra. Se disputa junto al Merton College y el Balliol College ser el college más antiguo de la Universidad de Oxford. Además, es uno de los colleges con mayor número de alumnado. University College tiene la mayor proporción de donaciones hechas por antiguos alumnos de entre todos los colleges de Oxford y Cambridge (28% en 2007, la cifra más alta del Reino Unido). Su presupuesto para 2009 se estimó en 110 millones de libras. 
El College fue fundado por William de Durham en 1249 (y no por el Rey Alfredo en el 872, como se ha venido sosteniendo sin pruebas), y hasta el siglo XVI solo estaba abierto para estudiantes de teología. Como el college iba creciendo en riqueza y tamaño, los edificios medievales fueron reemplazados por un nuevo patio principal en 1640, aunque debido a la Guerra Civil Inglesa no fue terminado hasta 1676. A esta construcción le siguió la del adicional Radcliffe Quad (Patio Radcliffe) en 1719, y la biblioteca fue construida en 1861. El University College solo empezó a aceptar mujeres en 1979. Se encuentra situado en el lado sur de High Street, entre el edificio de los exámenes y Magpie Lane. El Queen's College está directamente en frente, en la acera norte de High Street.
Un edificio especialmente construido en el College, el Shelley Memorial, alberga una estatua del poeta Percy Bysshe Shelley – un antiguo miembro del college, que fue expulsado por escribir La Necesidad del ateísmo – hecha por Edward Onslow Ford, en la que se le representa yaciendo sin vida en la costa de Italia. Corre el rumor de que la zona hundida en torno a la estatua una vez fue llenada con agua y peces de colores vivos como travesura estudiantil. Otra travesura entre los estudiantes fue el pintar los genitales de la estatua con colores brillantes; y por esta razón, el apéndice de la estatua es más pequeño de lo normal.

## Directores
Las personas que han sido directores del University College son:
- Sir Ivor Crewe, nombrado en junio de 2008.
- Lord Butler de Brockwell (1997-2008), fue nombrado director de una investigación sobre la Guerra de Irak en 2004.
- John Albery (1989-1997).
- Kingman Brewster (1986-1988).
- Lord Goodman, (1976-1986).
- Lord Redcliffe Maud (1963-1976).
- Arthur Lehman Goodhart (1951-1963).
- J. H. S. Wild
- William Beveridge, nombrado director en 1937.